# Persone di nome Dario
| Questa pagina contiene informazioni ricavate automaticamente dalle voci biografiche con l'ausilio del template Bio e di un bot. L'aggiornamento è periodico e automatico e ricostruisce completamente la pagina. Se manca una persona in questa lista, sei pregato di non aggiungerla, ma accertati piuttosto che la sua voce biografica contenga il template Bio e che i dati anagrafici siano correttamente compilati. Se il template Bio manca, inseriscilo tu stesso o, in alternativa, metti l'avviso {{tmp\|Bio}} che ne segnala la mancanza. Se i dati riportati sono sbagliati, correggi direttamente la voce biografica; le modifiche saranno visibili in questa lista entro pochi giorni. Per chiarimenti vedi il progetto antroponimi. La lista contiene solo le 303 persone che sono citate nell'enciclopedia e per le quali è stato implementato correttamente il template Bio. Pagina aggiornata al 22 giu 2025. |

Questa è una lista di persone presenti nell'enciclopedia che hanno il nome Dario, suddivise per attività principale.

## Allenatori di calcio(12)
- Dario Bonetti, allenatore di calcio e ex calciatore italiano (Brescia, n. 1961)
- Dario Dabac, allenatore di calcio e ex calciatore croato (Segna, n. 1978)
- Dario Damjanović, allenatore di calcio e ex calciatore bosniaco (Gradačac, n. 1981)
- Dario Di Giannatale, allenatore di calcio e ex calciatore italiano (Giulianova, n. 1969)
- Dario Gradi, allenatore di calcio e ex calciatore inglese (Milano, n. 1941)
- Dario Hübner, allenatore di calcio e ex calciatore italiano (Muggia, n. 1967)
- Dario Levanto, allenatore di calcio e ex calciatore italiano (Cutrofiano, n. 1966)
- Dario Marcolin, allenatore di calcio, ex calciatore e ex giocatore di calcio a 5 italiano (Brescia, n. 1971)
- Dario Passoni, allenatore di calcio e ex calciatore italiano (Cassano d'Adda, n. 1974)
- Dario Rossi, allenatore di calcio e ex calciatore italiano (Alatri, n. 1972)
- Dario Vidošić, allenatore di calcio e ex calciatore croato (Osijek, n. 1987)
- Dario Zuffi, allenatore di calcio e ex calciatore svizzero (Winterthur, n. 1964)

## Allenatori di hockey su pista(1)
- Dario Rigo, allenatore di hockey su pista e ex hockeista su pista italiano (Valdagno, n. 1970)

## Allenatori di pallacanestro(1)
- Dario Gjergja, allenatore di pallacanestro croato (n. 1975)

## Allenatori di pallavolo(1)
- Dario Simoni, allenatore di pallavolo italiano (Brescia, n. 1970)

## Antropologi(1)
- Dario Piombino-Mascali, antropologo e archeologo italiano (Messina, n. 1977)

## Architetti(2)
- Dario Carbone, architetto, ingegnere e urbanista italiano (Livorno, n. 1857 - Roma, † 1934)
- Dario Giacomelli, architetto italiano (Livorno, n. 1819 - † 1897)

## Arcivescovi cattolici(1)
- Dario Mattei Gentili, arcivescovo cattolico italiano (Pennabilli, n. 1842 - Pennabilli, † 1912)

## Artigiani(1)
- Dario Pegoretti, artigiano italiano (n. 1956 - Verona, † 2018)

## Artisti(2)
- Dario Binetti, artista e fotografo italiano (Brindisi, n. 1964)
- Dario Calmese, artista statunitense (Missouri, n. 1982)

## Atleti(1)
- Dario Costa, atleta italiano (Manchester, n. 1980)

## Attori(12)
- Dario Aita, attore italiano (Palermo, n. 1987)
- Dario Casalini, attore italiano (Roma, n. 1971)
- Dario Castiglio, attore italiano (Napoli, n. 1986)
- Dario D'Ambrosi, attore e regista italiano (San Giuliano Milanese, n. 1958)
- Dario De Grassi, attore e doppiatore italiano (Roma, n. 1939 - Roma, † 2013)
- Dario De Luca, attore, regista teatrale e drammaturgo italiano (Cosenza, n. 1968)
- Dario Manera, attore italiano (Milano, n. 1961)
- Dario Michaelis, attore argentino (Resistencia, n. 1927 - Roma, † 2001)
- Dario Penne, attore, doppiatore e direttore del doppiaggio italiano (Trieste, n. 1938 - Roma, † 2023)
- Darío Ripoll, attore messicano (San Pedro Garza García, n. 1970)
- Dario Sansalone, attore e doppiatore italiano (Siracusa, n. 1984)
- Dario Silvagni, attore italiano (Brescia, n. 1954)

## Attori teatrali(1)
- Dario Cantarelli, attore teatrale e attore cinematografico italiano (Isola Dovarese, n. 1945)

## Autori di giochi(1)
- Dario De Toffoli, autore di giochi, giornalista e scrittore italiano (Venezia, n. 1953)

## Bassisti(1)
- Dario Deidda, bassista e contrabbassista italiano (Salerno, n. 1968)

## Bobbisti(2)
- Dario Colombi, bobbista italiano (Albino, n. 1929 - Sion, † 2010)
- Dario Poggi, bobbista italiano (Milano, n. 1909 - Milano, † 1977)

## Canottieri(1)
- Dario Dentale, canottiere italiano (Castellammare di Stabia, n. 1982)

## Cantanti(2)
- Dario Baldan Bembo, cantante, compositore e tastierista italiano (Milano, n. 1948)
- Dario Campeotto, cantante, attore e doppiatore danese (Frederiksberg, n. 1939 - Frederiksberg, † 2023)

## Cantautori(3)
- Dario Aspesani, cantautore e polistrumentista italiano (Busto Arsizio, n. 1975)
- Brunori Sas, cantautore, compositore e produttore discografico italiano (Cosenza, n. 1977)
- Dario Gay, cantautore italiano (Milano, n. 1960)

## Ceramisti(1)
- Dario Ravano, ceramista italiano (Casale Monferrato, n. 1876 - Albissola Marina, † 1961)

## Cestisti(7)
- Dario Cefarelli, cestista italiano (Maddaloni, n. 1993)
- Dario Drežnjak, cestista bosniaco (Mostar, n. 1998)
- Dario Hunt, cestista statunitense (Colorado Springs, n. 1989)
- Dario Koludrović, cestista svizzero (Lugano, n. 1992 - Mezzovico-Vira, † 2012)
- Dario Mansilla, ex cestista argentino (Punta Alta, n. 1982)
- Dario Šarić, cestista croato (Sebenico, n. 1994)
- Dario Zucca, cestista italiano (Cagliari, n. 1996)

## Chimici(2)
- Dario Braga, chimico italiano (Bologna, n. 1953)
- Dario Bressanini, chimico e divulgatore scientifico italiano (Saronno, n. 1963)

## Chirurghi(1)
- Dario Maragliano, chirurgo italiano (Genova, n. 1877 - Genova, † 1970)

## Chitarristi(2)
- Dario Chiazzolino, chitarrista, compositore e arrangiatore italiano (Torino, n. 1985)
- Dario Lorina, chitarrista statunitense (Boston, n. 1990)

## Ciclisti su strada(9)
- Dario Beni, ciclista su strada italiano (Roma, n. 1889 - Roma, † 1969)
- Dario Bottaro, ex ciclista su strada italiano (Cartura, n. 1966)
- Dario Cataldo, ex ciclista su strada italiano (Lanciano, n. 1985)
- Dario David Cioni, ex ciclista su strada, mountain biker e ciclocrossista italiano (Reading, n. 1974)
- Dario Frigo, ex ciclista su strada italiano (Saronno, n. 1973)
- Dario Montani, ex ciclista su strada italiano (Walsall, n. 1961)
- Dario Nicoletti, ex ciclista su strada italiano (Mariano Comense, n. 1967)
- Dario Pieri, ex ciclista su strada italiano (Firenze, n. 1975)
- Dario Rando, ex ciclista su strada italiano (Milano, n. 1966)

## Ciclocrossisti(1)
- Dario Lillo, ciclocrossista, mountain biker e ciclista su strada svizzero (n. 2002)

## Comici(2)
- Dario Cassini, comico, attore e cabarettista italiano (Napoli, n. 1967)
- Dario Vergassola, comico, cabarettista e cantautore italiano (La Spezia, n. 1957)

## Compositori(5)
- Dario Castello, compositore e violinista italiano (Venezia, n. 1602 - Venezia, † 1631)
- Dario Farina, compositore, cantante e produttore discografico italiano (Il Cairo, n. 1946)
- Dario Marianelli, compositore italiano (Pisa, n. 1963)
- Dario Palermo, compositore italiano (Milano, n. 1970)
- Dario Vero, compositore, chitarrista e direttore d'orchestra italiano (Roma, n. 1983)

## Conduttori radiofonici(2)
- Dario Desi, conduttore radiofonico, opinionista e disc jockey italiano (Milano, n. 1962)
- Dario Spada, conduttore radiofonico italiano (Palermo, n. 1984)

## Contrabbassisti(1)
- Dario Rosciglione, contrabbassista italiano (Gävle, n. 1965)

## Costumisti(1)
- Dario Cecchi, costumista, scenografo e pittore italiano (Firenze, n. 1918 - Roma, † 1992)

## Critici letterari(1)
- Dario Calimani, critico letterario italiano (Venezia, n. 1946)

## Direttori d'orchestra(1)
- Dario Bisso, direttore d'orchestra e chitarrista italiano (Dolo, n. 1964)

## Direttori della fotografia(1)
- Dario Di Palma, direttore della fotografia italiano (Roma, n. 1932 - Roma, † 2004)

## Dirigenti d'azienda(1)
- Dario Lo Bosco, dirigente d'azienda italiano (Raffadali, n. 1960)

## Dirigenti pubblici(1)
- Dario Quintavalle, dirigente pubblico e magistrato italiano (Gaeta, n. 1898 - Roma, † 1978)

## Dirigenti sportivi(5)
- Dario Andriotto, dirigente sportivo e ex ciclista su strada italiano (Busto Arsizio, n. 1972)
- Dario Baccin, dirigente sportivo e ex calciatore italiano (Novara, n. 1976)
- Dario Dainelli, dirigente sportivo, allenatore di calcio e ex calciatore italiano (Pontedera, n. 1979)
- Dario Mariuzzo, dirigente sportivo e ex ciclista su strada italiano (San Donà di Piave, n. 1961)
- Dario Šimić, dirigente sportivo e ex calciatore croato (Zagabria, n. 1975)

## Doppiatori(1)
- Dario Oppido, doppiatore e attore italiano (Ferrara, n. 1965)

## Drammaturghi(2)
- Dario Fo, drammaturgo, attore e regista italiano (Sangiano, n. 1926 - Milano, † 2016)
- Dario Niccodemi, commediografo e sceneggiatore italiano (Livorno, n. 1874 - Roma, † 1934)

## Economisti(1)
- Dario Scannapieco, economista e dirigente d'azienda italiano (Roma, n. 1967)

## Fantini(1)
- Dario Colagè, fantino italiano (Canino, n. 1965)

## Filosofi(1)
- Dario Antiseri, filosofo e storico della filosofia italiano (Foligno, n. 1940)

## Fisici(1)
- Dario Graffi, fisico e matematico italiano (Rovigo, n. 1905 - Bologna, † 1990)

## Fondisti(1)
- Dario Cologna, fondista svizzero (Santa Maria Val Müstair, n. 1986)

## Fotografi(2)
- Dario Giannobile, fotografo e ingegnere italiano (Palermo, n. 1975)
- Dario Lanzardo, fotografo e scrittore italiano (La Spezia, n. 1934 - Torino, † 2011)

## Fumettisti(4)
- Dario Guzzon, fumettista e illustratore italiano (Torino, n. 1926 - Torino, † 2000)
- Dario Mairano, fumettista italiano (Torino, n. 1953 - Torino, † 2010)
- Dario Perucca, fumettista italiano (Vercelli, n. 1964)
- Dario Piana, fumettista, sceneggiatore e regista italiano (Milano)

## Giocatori di beach soccer(1)
- Dario Ramacciotti, giocatore di beach soccer e ex calciatore italiano (Viareggio, n. 1987)

## Giocatori di calcio a 5(2)
- Dario Dell'Oso, giocatore di calcio a 5 italiano (Pescara, n. 1985)
- Dario Marinović, giocatore di calcio a 5 croato (Ragusa, n. 1990)

## Giocatori di poker(3)
- Dario Alioto, giocatore di poker italiano (Palermo, n. 1984)
- Dario Minieri, giocatore di poker italiano (Roma, n. 1985)
- Dario Sammartino, giocatore di poker italiano (Napoli, n. 1987)

## Giornalisti(16)
- Dario Baldi, giornalista italiano (Cremona, n. 1927)
- Dario D'Angelo, giornalista italiano (Trieste, n. 1947 - Mostar, † 1994)
- Dario Di Vico, giornalista italiano (Ceccano, n. 1952)
- Dario Fabbri, giornalista italiano (Roma, n. 1980)
- Dario Fertilio, giornalista e scrittore italiano (Modena, n. 1949)
- Dario Laruffa, giornalista e conduttore televisivo italiano (Polistena, n. 1956)
- Dario Maltese, giornalista e conduttore televisivo italiano (Erice, n. 1977)
- Dario Mione, giornalista e scacchista italiano (Bergamo, n. 1975)
- Dario Ortolani, giornalista e scrittore italiano (Arpino, n. 1903 - Venezia, † 1980)
- Dario Paccino, giornalista, scrittore e saggista italiano (Albenga, n. 1918 - † 2005)
- Dario Papa, giornalista e politico italiano (Rovereto, n. 1846 - San Remo, † 1897)
- Dario Ricci, giornalista italiano (Roma, n. 1973)
- Dario Robbiani, giornalista, scrittore e politico svizzero (Novazzano, n. 1939 - Lugano, † 2009)
- Dario Salvatori, giornalista, critico musicale e conduttore radiofonico italiano (Roma, n. 1951)
- Dario Valori, giornalista e politico italiano (Milano, n. 1925 - Roma, † 1984)
- Dario Zanelli, giornalista e critico cinematografico italiano (Bologna, n. 1922 - Bologna, † 2000)

## Grecisti(1)
- Dario Del Corno, grecista, traduttore e librettista italiano (Milano, n. 1933 - Milano, † 2010)

## Hockeisti su ghiaccio(4)
- Dario Bürgler, hockeista su ghiaccio svizzero (Illgau, n. 1987)
- Dario Kostović, ex hockeista su ghiaccio croato (Spalato, n. 1980)
- Dario Saletta, hockeista su ghiaccio e dirigente sportivo italiano (Torre Pellice, n. 1959 - Collegno, † 2010)
- Dario Simion, hockeista su ghiaccio svizzero (Avegno Gordevio, n. 1994)

## Imitatori(1)
- Dario Ballantini, imitatore, attore e pittore italiano (Livorno, n. 1964)

## Imperatori(2)
- Dario III di Persia, imperatore persiano (n. 380 a.C. - Battriana, † 330 a.C.)
- Dario II di Persia, imperatore persiano (Babilonia, † 404 a.C.)

## Imprenditori(2)
- Dario Amodei, imprenditore statunitense (n. 1983)
- Dario Maraschin, imprenditore e dirigente sportivo italiano (Vicenza, n. 1927 - Vicenza, † 1989)

## Informatici(1)
- Dario Floreano, informatico italiano (San Daniele del Friuli, n. 1964)

## Ingegneri(1)
- Dario De Luca, ingegnere e politico italiano (Potenza, n. 1956)

## Inventori(2)
- Dario Gonzatti, inventore italiano (Baia di San Fruttuoso, † 1947)
- Dario Sala, inventore italiano (Como, n. 1912 - Trecallo, † 2005)

## Ispanisti(1)
- Dario Puccini, ispanista, traduttore e critico letterario italiano (Roma, n. 1921 - Roma, † 1997)

## Karateka(1)
- Dario Marchini, karateka e maestro di karate italiano (Brescia, n. 1957)

## Magistrati(1)
- Dario Razzi, magistrato italiano (Sassoferrato, n. 1951 - Perugia, † 2020)

## Medici(2)
- Dario Baldi, medico e politico italiano (Massa Marittima, n. 1857 - San Piero in Bagno, † 1933)
- Dario Maestrini, medico, fisiologo e scienziato italiano (Corciano, n. 1886 - Arezzo, † 1975)

## Mezzofondisti(2)
- Dario De Caro, mezzofondista italiano (Torino, n. 1997)
- Dario Ivanovski, mezzofondista macedone (Skopje, n. 1997)

## Militari(6)
- Dario Antonelli, militare italiano (Ripe San Ginesio, n. 1911 - Bergamo, † 1945)
- Dario Chiaradia, militare italiano (Caneva, n. 1901 - Rossoš', † 1943)
- Dario Grixoni, militare italiano (Roma, n. 1910 - Benafer, † 1938)
- Dario Pirlone, militare italiano (Genova, n. 1914 - El Alamein, † 1942)
- Dario Ponzecchi, militare italiano (Pistoia, n. 1914 - El Alamein, † 1942)
- Dario Vitali, militare italiano (Lucca, n. 1899 - Roma, † 1955)

## Mountain biker(1)
- Dario Acquaroli, mountain biker e ciclocrossista italiano (San Giovanni Bianco, n. 1975 - Camerata Cornello, † 2023)

## Multiplisti(1)
- Dario Dester, multiplista italiano (Gavardo, n. 2000)

## Musicisti(2)
- Dario Parisini, musicista, chitarrista e attore italiano (Bentivoglio, n. 1966 - Bologna, † 2022)
- Dario Sgrò, musicista e compositore italiano (Roma, n. 1980)

## Musicologi(1)
- Dario Martinelli, musicologo e semiologo italiano (Andria, n. 1974)

## Nuotatori(1)
- Dario Verani, nuotatore italiano (Cecina, n. 1995)

## Pallanuotisti(1)
- Dario Bertazzoli, ex pallanuotista italiano (Trieste, n. 1960)

## Pallavolisti(1)
- Dario Messana, pallavolista italiano (Catania, n. 1979)

## Partigiani(3)
- Dario Cagno, partigiano e anarchico italiano (Torino, n. 1899 - Torino, † 1943)
- Dario Rossetti, partigiano italiano (Montecarotto, n. 1922 - Ancona, † 2000)
- Dario Scaglione, partigiano italiano (Santo Stefano Belbo, n. 1926 - Valdivilla, † 1945)

## Pattinatori artistici su ghiaccio(1)
- Dario Betti, pattinatore artistico su ghiaccio italiano (Perugia, n. 1991)

## Pedagogisti(1)
- Dario Arkel, pedagogista italiano (Genova, n. 1958)

## Personaggi televisivi(1)
- Lele Mora, personaggio televisivo italiano (Bagnolo di Po, n. 1955)

## Pianisti(2)
- Dardust, pianista, compositore e produttore discografico italiano (Ascoli Piceno, n. 1976)
- Dario Galante, pianista italiano (Nocera Inferiore, n. 1956)

## Piloti automobilistici(1)
- Dario Resta, pilota automobilistico italiano (Faenza, n. 1882 - Weybridge, † 1924)

## Piloti di rally(1)
- Dario Cerrato, ex pilota di rally italiano (Corneliano d'Alba, n. 1951)

## Piloti motociclistici(2)
- Dario Ambrosini, pilota motociclistico italiano (Cesena, n. 1918 - Albi, † 1951)
- Dario Giuseppetti, pilota motociclistico tedesco (Berlino, n. 1985)

## Pistard(1)
- Dario Zampieri, pistard e ex mountain biker italiano (Torino, n. 1977)

## Pittori(9)
- Dario di Giovanni, pittore italiano (Conegliano)
- Dario Mellone, pittore e disegnatore italiano (Bologna, n. 1929 - Milano, † 2000)
- Dario Neri, pittore e storico italiano (Murlo, n. 1895 - Milano, † 1958)
- Dario Pozzo, pittore italiano (Verona, n. 1592 - † 1652)
- Dario Querci, pittore italiano (Messina, n. 1831 - Roma, † 1918)
- Darío de Regoyos, pittore spagnolo (Ribadesella, n. 1857 - Barcellona, † 1913)
- Dario Varotari il Vecchio, pittore e architetto italiano (Verona, n. 1539 - † 1596)
- Dario Varotari il Giovane, pittore, incisore e poeta italiano (Padova)
- Dario Wolf, pittore e incisore italiano (Trento, n. 1901 - Trento, † 1971)

## Poeti(3)
- Dario Bellezza, poeta, scrittore e drammaturgo italiano (Roma, n. 1944 - Roma, † 1996)
- Dario Galli, poeta italiano (Nicastro, n. 1914 - Catanzaro, † 1977)
- Dario Villa, poeta e traduttore italiano (Milano, n. 1953 - Milano, † 1996)

## Politici(22)
- Dario Allevi, politico italiano (Roma, n. 1965)
- Dario Antoniozzi, politico italiano (Rieti, n. 1923 - Cosenza, † 2019)
- Dario Bond, politico italiano (Feltre, n. 1961)
- Dario Carotenuto, politico italiano (Napoli, n. 1978)
- Dario Cassuto, politico e avvocato italiano (Livorno, n. 1850 - Livorno, † 1920)
- Dario Cravero, politico e chirurgo italiano (Torino, n. 1929 - Torino, † 2020)
- Dario Damiani, politico italiano (Barletta, n. 1974)
- Dario, politico bizantino
- Dario Franceschini, politico e scrittore italiano (Ferrara, n. 1958)
- Dario Fruscio, politico italiano (Longobardi, n. 1937)
- Dario Galli, politico italiano (Tradate, n. 1957)
- Dario Giagoni, politico italiano (Ozieri, n. 1979)
- Dario Ginefra, politico italiano (Bari, n. 1967)
- Dario Iaia, politico italiano (Francavilla Fontana, n. 1973)
- Dario Lupi, politico italiano (San Giovanni Valdarno, n. 1876 - Roma, † 1932)
- Dario Nardella, politico italiano (Torre del Greco, n. 1975)
- Dario Ortolano, politico italiano (Torino, n. 1952)
- Dario Parrini, politico italiano (Vinci, n. 1973)
- Dario Rivolta, politico italiano (Desio, n. 1952)
- Dario Squeri, politico italiano (Piacenza, n. 1952)
- Dario Stefano, politico italiano (Scorrano, n. 1963)
- Dario Tamburrano, politico italiano (Roma, n. 1969)

## Poliziotti(1)
- Dario Livraghi, carabiniere italiano (Lodi, n. 1860)

## Presbiteri(1)
- Dario Edoardo Viganò, presbitero e critico cinematografico italiano (Rio de Janeiro, n. 1962)

## Produttori cinematografici(1)
- Dario Sabatello, produttore cinematografico italiano (Roma, n. 1911 - Roma, † 1992)

## Psichiatri(1)
- Dario Maragliano, psichiatra italiano (Genova, n. 1852 - Tortona, † 1889)

## Pugili(3)
- Dario Morello, pugile italiano (Cetraro, n. 1993)
- Dario Socci, pugile italiano (Salerno, n. 1988)
- Dario Vangeli, ex pugile italiano (Copertino, n. 1988)

## Rapper(1)
- Gopher, rapper e cantante italiano (Lecce, n. 1971)

## Registi(5)
- Dario Acocella, regista, sceneggiatore e produttore cinematografico italiano (Napoli, n. 1979)
- Dario Argento, regista, sceneggiatore e produttore cinematografico italiano (Roma, n. 1940)
- Dario Baldi, regista e sceneggiatore italiano (Roma, n. 1976)
- Dario Marconcini, regista e attore italiano (Pontedera, n. 1936)
- Dario Migliardi, regista italiano (Acqui Terme, n. 1963)

## Restauratori(1)
- Dario Chini, restauratore e decoratore italiano (Borgo San Lorenzo, n. 1847 - Firenze, † 1897)

## Rugbisti a 15(2)
- Germán Araoz, rugbista a 15 argentino (San Miguel de Tucumán, n. 1985)
- Dario Chistolini, rugbista a 15 e allenatore di rugby a 15 italiano (Kempton Park, n. 1988)

## Saggisti(1)
- Dario Bernazza, saggista e paroliere italiano (Priverno, n. 1920 - Roma, † 1995)

## Sceneggiatori(2)
- Dario Piana, sceneggiatore e regista italiano (Genova, n. 1953)
- Dario Scardapane, sceneggiatore e produttore televisivo statunitense (Seattle, n. 1966)

## Scenografi(1)
- Dario Micheli, scenografo, costumista e regista italiano

## Schermidori(2)
- Dario Cavaliere, schermidore italiano (Napoli, n. 1997)
- Dario Mangiarotti, schermidore e maestro di scherma italiano (Milano, n. 1915 - Lavagna, † 2010)

## Scrittori(6)
- Dario Buzzolan, scrittore italiano (Torino, n. 1966)
- Dario Crapanzano, scrittore e pubblicitario italiano (Milano, n. 1939 - Milano, † 2020)
- Dario Tomasi, scrittore e storico del cinema italiano (Torino, n. 1957)
- Dario Tonani, scrittore e giornalista italiano (Milano, n. 1959)
- Dario Venegoni, scrittore e giornalista italiano (Milano, n. 1951)
- Dario Voltolini, scrittore e blogger italiano (Torino, n. 1959)

## Scultori(1)
- Dario Viterbo, scultore, incisore e orafo italiano (Firenze, n. 1890 - New York, † 1961)

## Showgirl e showman(1)
- Dario Bandiera, showman, attore e comico italiano (Siracusa, n. 1970)

## Snowboarder(1)
- Dario Caviezel, snowboarder svizzero (Coira, n. 1995)

## Sovrani(2)
- Dario I di Persia, re persiano (n. 550 a.C. - † 486 a.C.)
- Dario del Ponto, sovrano († 37 a.C.)

## Storici dell'arte(1)
- Dario Matteoni, storico dell'arte e critico d'arte italiano (Pisa, n. 1950)

## Storici delle religioni(1)
- Dario Sabbatucci, storico delle religioni italiano (Sellano, n. 1923 - Roma, † 2002)

## Terroristi(1)
- Dario Pedretti, ex terrorista italiano (Roma, n. 1957)

## Tiratori a segno(2)
- Dario Barbosa, tiratore a segno brasiliano (Porto Alegre, n. 1882 - Porto Alegre, † 1965)
- Dario Di Martino, tiratore a segno italiano (Napoli, n. 1995)

## Triplisti(1)
- Dario Badinelli, ex triplista italiano (Ghedi, n. 1960)

## Vescovi cattolici(1)
- Dario Gervasi, vescovo cattolico italiano (Roma, n. 1968)

## Senza attività specificata(1)
- Dario Scherillo, italiano (Casavatore, n. 1978 - Casavatore, † 2004)